# 4947 Ninkasi

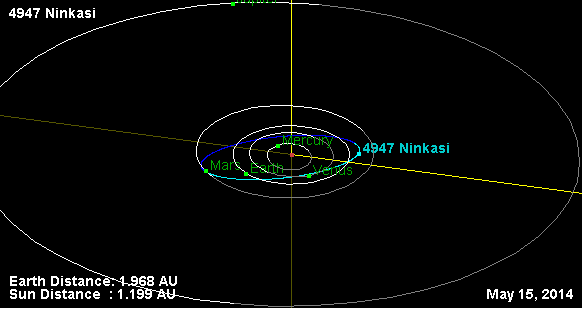

4947 Ninkasi è un asteroide near-Earth. Scoperto nel 1988, presenta un'orbita caratterizzata da un semiasse maggiore pari a 1,3699771 UA e da un'eccentricità di 0,1684035, inclinata di 15,65201° rispetto all'eclittica.